# Verzögerungsphänomene
Verzögerungsphänomene (oder Überbrückungsphänomene; englisch hesitation phenomena) sind in der Rhetorik und Soziolinguistik Äußerungen, welche den Redefluss einer Rede verzögern oder unterbrechen.

## Allgemeines
Im Gegensatz zur geschriebenen Sprache, der man als fertiges Produkt eines vorangegangenen Arbeitsprozesses Planung, Wortfindung, Revidierung usw. nicht ansieht, ist Verzögerung ein typisches Merkmal der freien gesprochenen Sprache, bei der der Arbeitsprozess (oder auch Planungsprozess) praktisch simultan mit seinem Resultat abläuft. Sie können sowohl bei Monologen als auch bei Dialogen auftreten. Durch den unterbrochenen Redefluss kann der Zuhörer den Prozess der Formulierung und der Reformulierung beim Sprecher erkennen. Verzögerungsphänomene gewähren dem Sprecher zusätzliche Zeit und erleichtern die Rezeption, können die Rezeption jedoch bei zu häufigem Gebrauch auch erschweren.

## Arten
Hauptgrund für den Einsatz von Verzögerungsphänomenen ist die Tatsache, dass die freie Rede ein Akt der Kreativität ist. Dazu zählen vor allem semantisch nicht relevante Wortwiederholungen oder Wiederholungen von Wortverbindungen, Korrekturen, selbständige Äußerungsabbrüche (Anakoluth), Lautdehnungen (etwa von Vokalen bzw. eine gedehnte Sprechweise ganzer Einheiten wie Silben), Morphemen, Lexemen sowie stille und gefüllte Pausen. Auch gestische und mimische Verfahren sowie nonverbale akustische Signale wie Pusten und Schnaufen gehören dazu. Des Weiteren zählen auch eingestreute, bedeutungslose Verzögerungslaute (deutsch „äh(m)“, neuerdings „ja“, englisch er, erm, uh, um, französisch euh); Dehnung von Wörtern, eingestreute ganze Wörter (wie französisch bon ben) oder Mischformen (französisch puis euh bon ben euh) zu den Verzögerungsphänomenen.
Oft sind Verzögerungsphänomene wichtig für die Gliederung und den Sprecherwechsel und begleiten die überbrückenden Gliederungssignale bzw. Sprecherwechsel-Signale.

## Geschichte
Bereits 1959 untersuchten einige Autoren unter Laborbedingungen Verzögerungsphänomene. Sie arbeiteten verschiedene Formen von Verzögerungssignalen heraus. Frieda Goldman-Eisler beschäftigte sich 1968 mit Pausenlängen „im Zusammenhang mit kognitiven Planungsprozessen in der mündlichen Sprachproduktion“. Wiese (1983) analysiert stille und gefüllte Pausen von Erst- und Zweitsprachensprechern als Indikatoren der Sprachplanungsprozesse. Koch und Oesterreicher zählen die Verzögerungsphänomene zu den „Gesprächswörtern und äquivalenten Verfahren“.
Die Soziolinguistik deutet die Verzögerungsphänomene auf verschiedene Art: Negativ betrachtet als Zeichen von Unsicherheit und mangelnder Sprachbeherrschung und positiv als Zeichen für differenzierte Sprachbeherrschung, wenn die Auswahlmöglichkeiten des Sprechers gewollte Verzögerungen bewirken.

## Zitat
- „Ich mische unartikulierte Töne ein, ziehe die Verbindungswörter in die Länge, gebrauche auch wohl eine Apposition, wo sie nicht nötig wäre, und bediene mich anderer, die Rede ausdehnender, Kunstgriffe, zur Fabrikation meiner Idee auf der Werkstätte der Vernunft, die gehörige Zeit zu gewinnen.“[9]